# Bästa Alternativet
Bästa Alternativet (BA eller B-ALT) är ett politiskt parti i Emmaboda.

## Historik
Bästa Alternativet bildades 2018 av Bo Eddie Rossbol och Thomas Herbertsson med Mats Bjartling som ordförande.
Partiet kom in i Emmaboda kommunfullmäktige efter valet 2018 och valde att ingå i ett minoritetsstyre tillsammans med Centerpartiet, Moderata samlingspartiet och Kristdemokraterna. Tillsammans samlade dessa partier 18 av 41 mandat.
I valet 2022 fick partiet 1,39 % av rösterna och tappade sina mandat.

## Partiledare
| Period    | Namn           |
| --------- | -------------- |
| 2018-2021 | Mats Bjartling |
| 2021      | Stefan Losell  |

## Valresultat

### Kommunfullmäktige
| År   | Röster | %    | Mandat  |
| ---- | ------ | ---- | ------- |
| 2018 | 446    | 7,41 | 3 av 41 |
| 2022 | 82     | 1,39 | 0 av 41 |

### Landstingsfullmäktige
| År   | Röster | %    | Mandat  |
| ---- | ------ | ---- | ------- |
| 2018 | 208    | 0,13 | 0 av 67 |